# 大阪電気軌道デワボ811形電車
大阪電気軌道デワボ811形電車（おおさかでんききどうデワボ811がたでんしゃ）は、大手私鉄・近畿日本鉄道（近鉄）の前身である大阪電気軌道（大軌）が、1927年に製作した有蓋電動貨車である。のち近鉄に引き継がれ、近鉄モワ810形となったが、新造や合併による引継の旅客車と番号の重複を避けるため3度も改番を行い、最終的にはモワ20形となった。

## 概要
1927年5月に藤永田造船所でデワボ811の1両が製造された。

## 車体
全長13,296mm、最大幅2,501mmの半鋼製車体を持つ。中央に窓のない両開き扉があり両端に乗務員室を設け、いずれも3枚の窓を設けた非貫通構造の妻面を備える。前照灯は妻面幕板中央に灯具を取り付けている。デワボ800形と同じく側面は乗務員室扉の部分以外窓はない。そのためリベットが目立っていた。妻面についてはデワボ800形とは異なり角ばっておりフラットな前面形状となっている。またアンチクライマーを装備しており、車体下部にはトラス棒が取りつけられている。

## 主要機器
主電動機は111.9kWのゼネラル・エレクトリック(GE)社製GE-245A形を2基搭載している。制御器については日立PR70を搭載している。台車はボールドウィン社製BW-78-30A、ブレーキについては製造当初、GE社製非常弁付き直通ブレーキを装備していた。

## 改番・廃車
1942年の称号改正では番号はそのまま、記号をデワボ→モワに変更している。
その後、1950年4月に本形式は改番を実施し、これによりモワ911形となった。
モワ811形モワ811 → モワ911形モワ911
その後、更に900系の登場を控え3度目の改番を行い、モワ110形となっている。
モワ911形モワ911 → モワ110形モワ111
その後、三重電気鉄道との合併に絡み100番台の番号をナロー車両に明け渡してモワ20形となった。
モワ110形モワ111→ モワ20形モワ21
また、1969年時点ではブレーキを非常弁付き直通ブレーキからA自動空気ブレーキに改造しており、主電動機を78kWのゼネラル・エレクトリック(GE)社製GE-240B形を4基搭載に、制御器についてはMKに、台車はボールドウィン社製BW-78-25Aに交換されている。
その後製造以来40年が経過し老朽化が進行していたこともあり、1500V昇圧工事完成の時点で全車廃車の方針となり、1969年9月21日の昇圧時に廃車された。